# Protoleptoneta beroni
Espèce
Protoleptoneta beroni est une espèce d'araignées aranéomorphes de la famille des Leptonetidae.

## Distribution
Cette espèce est endémique de Bulgarie.

## Publication originale
- Deltshev, 1977 : A new Protoleptoneta from Bulgarian caves (Araneae, Leptonetidae). Acta Zoologica Bulgarica, vol. 1977, p. 3-7.